# Geelschouderparkiet
De geelschouderparkiet (Psephotellus chrysopterygius synoniem: Psephotus chrysopterygius)  is een vogel uit de familie Psittaculidae (papegaaien van de Oude Wereld). Het is een bedreigde endemische vogelsoort in noordelijk Australië.

## Kenmerken
De vogel is 23 tot 28 cm lang. Het is een slanke parkiet. Het mannetje is turquoise gekleurd met een zwarte kopkap en een bleekgele vlek boven de snavel op het voorhoofd. Op de buik en de anaalstreek zitten zalmkleurige, schubvormige vlekken. De rug en bovenkant van de vleugel zijn grijsbruin en op schouder zit een heldergele band. het vrouwtje is overwegend dof groengeel en heeft een brede, roomkleurige band op de ondervleugel.

## Verspreiding en leefgebied
Deze soort is endemisch in het zuiden en het midden van het Kaap York-schiereiland (Queensland, Australië). De vogel broedt in termietenheuvels in savannelandschap. Het belangrijkste voedsel bestaat uit zaden van voornamelijk grassoorten uit het geslacht Schizachyrium. Buiten de broedtijd vormen zij groepen vaak samen met zwartteugelspitsvogels (Artamus cinereus).

## Status
De geelschouderparkiet heeft een steeds verder krimpend verspreidingsgebied en daardoor is de kans op uitsterven aanwezig. De grootte van de populatie werd in 2021 door BirdLife International geschat op 780-1100 volwassen individuen en de populatie-aantallen nemen af. Het leefgebied verandert omdat het anders wordt beheerd. Vroeger werden grote stukken savanne in brand gestoken en in de laatste decennia gebeurt dat kleinschaliger waardoor meer bomen in het leefgebied gaan groeien en die trekken predatoren aan zoals de zwartkeelorgelvogels (Cracticus nigrogularis). Om deze redenen staat deze soort als bedreigd op de Rode Lijst van de IUCN. De handel in uit het wild afkomstige vogels is verboden, want de soort staat in de Bijlage I van het CITES-verdrag.